# Melchior Bocksberger

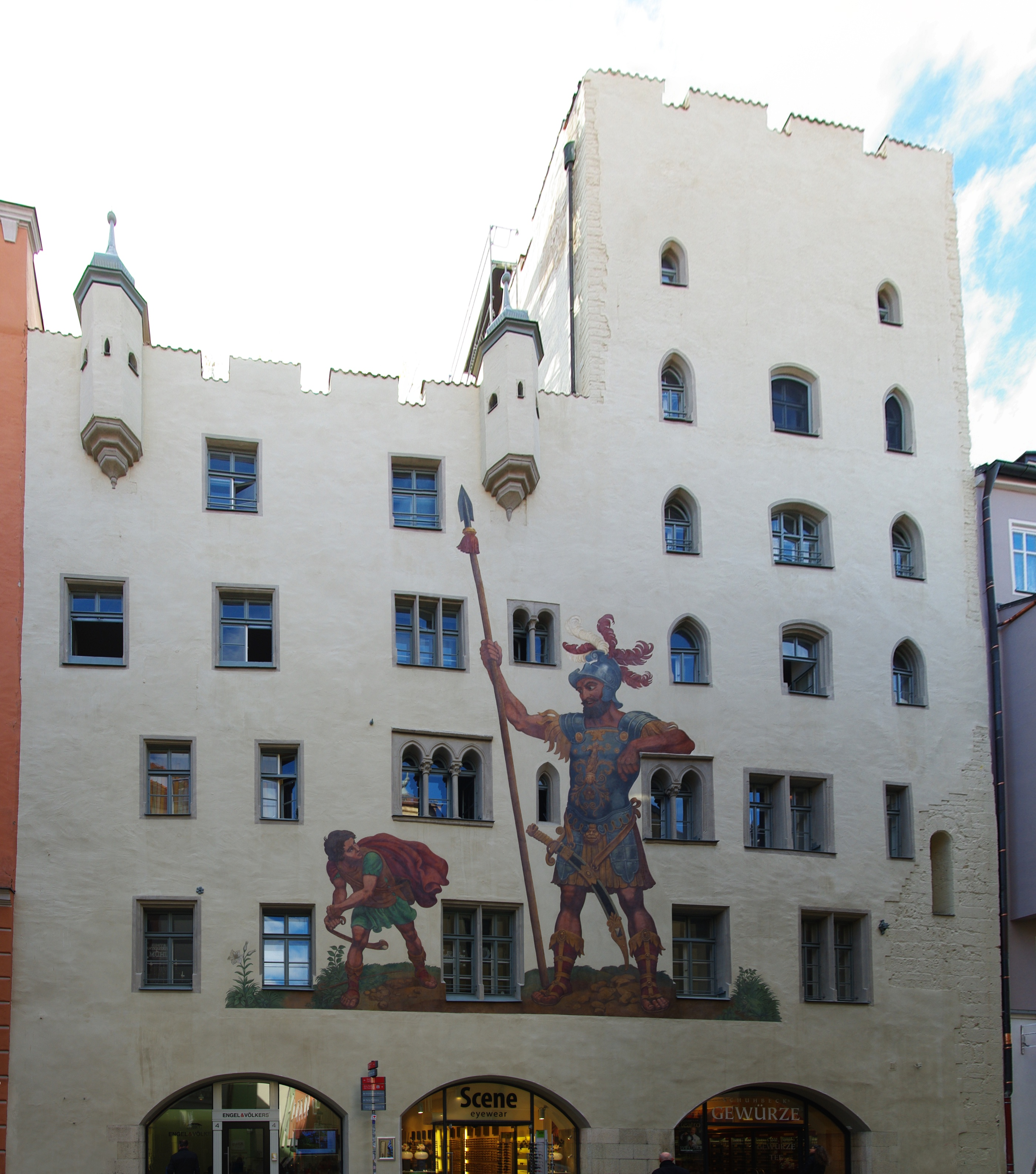
Fassadenmalerei am Goliathhaus

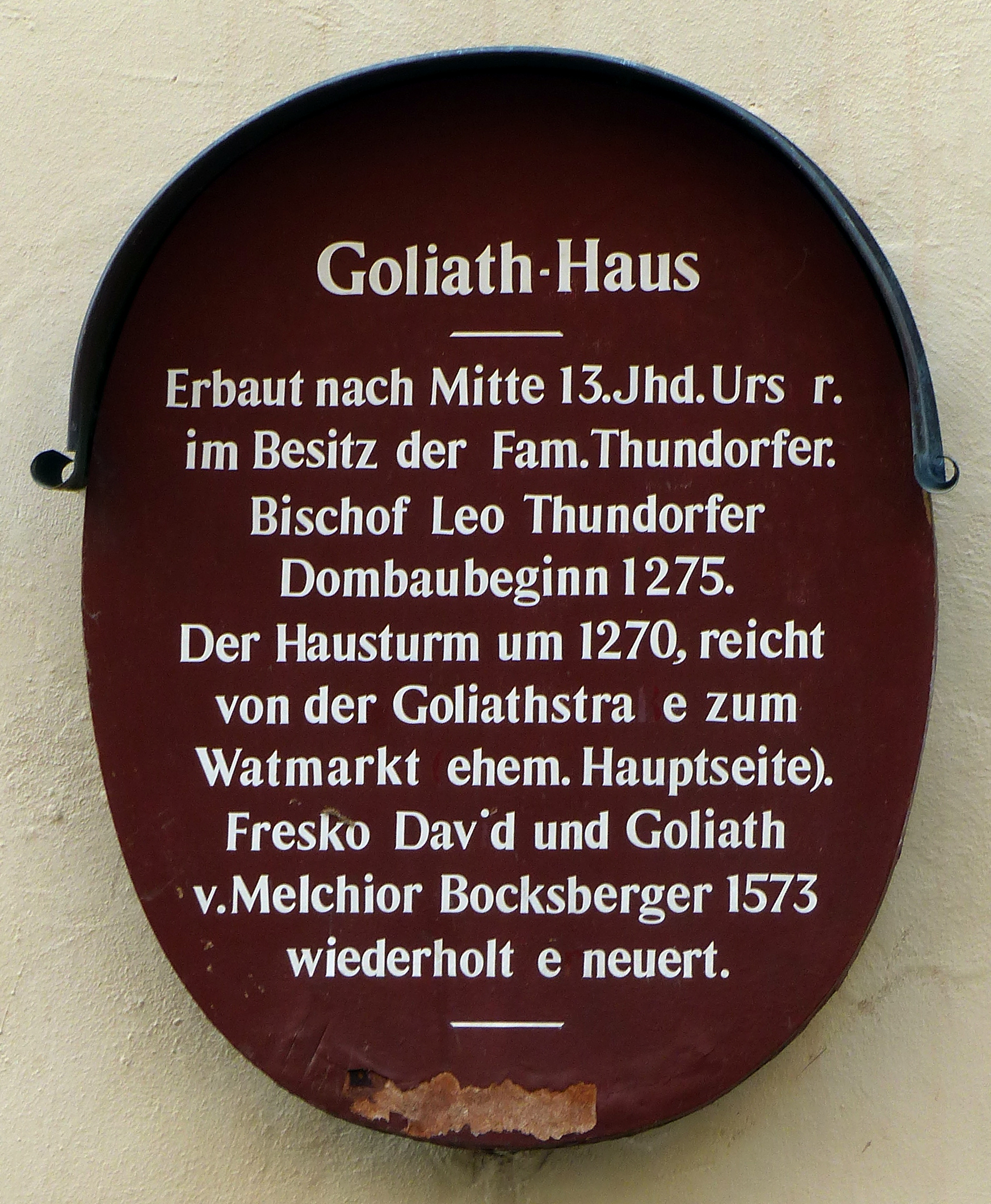
Hinweistafel am Goliathhaus

Melchior Bocksberger (* um 1537 in Salzburg; † um 1587 in Regensburg), auch Johann oder Hans Melchior Bocksberger, war ein Maler und Zeichner.

## Leben
Melchior Bocksberger lernte bei seinem Onkel Hans Bocksberger dem Älteren das Malerhandwerk, wie auch dessen Sohn Hans Bocksberger der Jüngere. Kunsthistorisch können die Werke der beiden Vettern wegen des sehr ähnlichen Malstiles bisweilen nicht unterschieden werden, sofern ihr Vorname (signiert mit M.B. oder nur H.B.) nicht aufscheint.
Vermutlich zwischen 1558 und 1573 war er Hofmaler Albrechts V., gesichert sind Aufträge für die Ausmalung des Schloss Dachau (1563), für die Kirche in Schloss Isareck bei Moosburg an der Isar (1570) und im Barfüßerkloster in München (1571).
Melchior Bocksberger war auch Fassadenmaler, es sind jedoch kaum Originale erhalten. Aus seinem zeichnerischen Gesamtwerk ist der Entwurf für das Regensburger Rathaus (1573) erhalten. Dort entwarf Bocksberger in einem eklektischen Stil eine für Rathausdekorationen des 16. Jahrhunderts typische Fassade.
Überrestauriert oder schlecht erhalten sind seine weiteren Arbeiten in Regensburg: Der Goliath am Goliathhaus (1573), der Ostflügel des Kreuzganges von  St. Emmeram, Malereien am Bischofshof und der Neuen Waag. Vom malerischen Schaffen ist das Gemälde Elias und der Feuerwagen (München, Alte Pinakothek, Inv.Nr. 2686) gesichert.